# Aut
Aut u nogometu je metoda vraćanja lopte u igru.

## Dodjeljivanje auta
Aut se dodjeljuje protivnicima od momčadi čiji je igrač zadnji dirao loptu, a ona je prešla aut-liniju cijelim svojim obujmom, bilo po zraku ili po površini.

## Procedura izvođenja
Aut se izvodi s mjesta na kojemu je lopta izašla izvan igre. Protivnički igrači moraju biti barem dva metra od mjesta izvođenja auta, i to dok lopta ne uđe u teren.
U trenutku vraćanja lopte u igru, igrač koji izvodi aut mora:
- biti licem okrenut prema igralištu;
- imati obje noge na aut-liniji ili izvan nje, nikako u terenu;
- izvesti loptu objema rukama iznad glave

Lopta postaje aktivna čim prijeđe aut-liniju, bez obzira je li pala na površinu ili je još u zraku.
Golovi se, po pravilima, ne mogu zabiti izravno iz auta. Zaleđe se ne može dosuditi nakon izvođenja auta.

## Kazne
Ako protivnici ne poštuju propisani razmak od dva metra prije izvođenja auta, ili na bilo koji drugi način nepošteno ometaju izvođača, dodjeljuje se prekršaj i žuti karton.
Ako igrač koji izvodi aut pogriješi, tj. ne poštuje proceduru, aut se dodjeljuje protivničkoj momčadi. 
Igrač koji izvodi aut ne smije dirati loptu sve dok je njegov suigrač ili protivnik ne dodirne. Ako igrač koji aut izvodi dodirne loptu dva puta, dodjeljuje se indirekt za protivničku momčad, i to na mjestu gdje je lopta dodirnuta drugi put. No, ako je igrač istu loptu dodirnuo drugi put zaredom, i to rukom, u izglednoj prilici za protivnika, tada se može dodijeliti jedanaesterac ako je lopta drugi put dodirnuta u šesnaestercu, a igrač se može kazniti crvenim kartonom.